# 防予フェリー
防予フェリー株式会社（ぼうよふぇりー）は、山口県柳井市柳井134番地6に本社を置く海運会社である。
経営悪化した防予汽船からフェリー事業を譲渡され、柳井港（山口県柳井市） - 三津浜港（愛媛県松山市）を結ぶ航路を運航している。瀬戸内海汽船の子会社。本項目では、防予汽船時代の事項についても記す。

## 概要
国鉄大島連絡船と国鉄バスの大島一周路線に旅客を奪われ経営難に陥った大陽汽船の航路を引き継ぐために、瀬戸内海汽船が1959年（昭和34年）に設立した「防予汽船」（ぼうよきせん）を端緒とする。社名は、山口県東部の旧国名「周防」と、愛媛県の旧国名「伊予」の間を結ぶ事から、それぞれより一文字ずつとったものである。この地域ではみかんの生産が盛んなことから「オレンジライン」との別称がつき。譲渡後も活用されている。
かつては、岩国港と松山港を結ぶ航路、柳井港と開作港（屋代島）や柳井市周辺の島嶼部を結ぶ航路も有していたが、前者は第三セクターの岩国松山高速（現・周防大島 松山フェリー）に売却後、岩国港 - 伊保田港間が廃止、後者は関連会社への売却が行われ、最終的に柳井港と三津浜港を結ぶ航路のみを運航している。
2000年代後半に入り国の高速道路料金割引や不動産売却損の計上もあって資金繰りが悪化、2009年10月1日に防予汽船が山口地方裁判所に民事再生法適用の申請を行う。航路運航については若干の減便があったものの従前どおりの運航を行いながら自力再建の道を探っていたが、再生計画策定期限の近づいた2010年9月1日、自力での再生を断念し大株主で事実上の親会社に当たる瀬戸内海汽船にフェリー事業を譲渡したと発表した。瀬戸内海汽船は8月26日に新会社「防予フェリー」を設立し、防予フェリーが防予汽船から従業員と船舶を引き継ぎ、山口地裁から事業譲渡の認可を受けた上で、10月1日から新会社での運航が開始された。
山口・愛媛の両県内では防予汽船時代から長年CMを放送。1960年代後半にはオリジナルソング「夢のオレンジライン」（作詞・星野哲郎、作曲・中川博之、歌唱・黒沢明とロス・プリモス）を制作し長年放送。1985年頃に切り替えられた「南瀬戸内海～♪」で始まるオリジナルCMソング（作詞・作曲・歌唱者不詳）も親しまれており、一時期、防予汽船HPでダウンロードできるようになっていた。

## 沿革

### 防予汽船
- 1959年（昭和34年）10月 - 大陽汽船の航路を引き継ぐことを目的に防予汽船株式会社を設立。
- 1964年（昭和39年）4月 - 柳井 - 開作航路に初のカーフェリー就航[4]。
- 1965年（昭和40年）- 柳井 - 三津浜航路にカーフェリー就航[5]。
- 1968年（昭和43年）3月 - 柳井 - 三津浜航路に水中翼船就航[6]。所要時間1時間[7]。
- 1973年（昭和48年）4月20日 - 岩国 - 伊保田 - 三津浜航路にカーフェリー就航[5]。
- 1976年（昭和51年）7月5日 - 大島大橋の開通に伴い、柳井 - 開作、通津 - 久賀のフェリー航路廃止[8]。岩国 - 三津浜航路の端島、柱島寄港を廃止し、岩国柱島海運に移管、柳井 - 平郡航路を平郡航路に移管[9]。
- 1981年（昭和56年）12月 - 松山市道後温泉に「ホテル椿館」設立（翌年4月営業開始）。
- 1988年（昭和63年）4月11日 - 柳井 - 三津浜航路の水中翼船を廃止。岩国 - 三津浜航路を廃止、岩国松山高速に移管[10]。
- 2000年（平成12年） - 瀬戸内産交株式会社を設立。
- 2003年（平成15年） - 岩国松山高速が柳井乗り入れ、柳井 - 三津浜間で共同運航開始。
- 2008年（平成20年）12月 - 株式会社防予旅行サービスを吸収合併。
- 2009年（平成21年）
  - 4月 - 持株会社となる防予ホールディングス株式会社を設立。
  - 8月 - ホテル椿舘が防予汽船傘下から独立。
  - 10月1日 - 民事再生法申請。航路の運航は継続。
- 2010年（平成22年）9月30日 - 運航を休止。

### 防予フェリー
- 2010年（平成22年）
  - 8月 - 防予フェリー株式会社を設立。
  - 10月1日 - 防予汽船より事業を引き継ぎ、フェリーの運航を開始する。
- 2013年（平成25年）2月23日 - インターネットによる乗船予約が可能になる。
- 2015年（平成27年）3月26日 - 柳井港ポートビルが竣工する。
- 2017年（平成29年）3月10日 - 「おれんじぐれいす」にエレベーター[注釈 1]・多目的トイレを設置する。
- 2019年（令和元年）9月 - 船内に無料公衆無線LANを設置する。
- 2022年（令和4年）7月1日 - 回数券のクレジットカード決済を、柳井港 - 三津浜港間で開始する。
- 2023年（令和5年）4月1日 - 非接触決済を、柳井港 - 三津浜港間で開始する。

## 航路
- 柳井港 - 三津浜港
同区間のうち屋代島（周防大島）の伊保田港を寄港する便については、周防大島 松山フェリーが運航している。
防予汽船時代には、山口・愛媛両県が共に全国有数の柑橘類の栽培地域であることにちなんで「オレンジライン」という愛称が設けられていた。ただし、過去には同航路と国道262号・国道33号などを組み合わせた萩 - 山口 - 防府 - 柳井 - 松山 - 高知間が、広域観光ルートの意味合いでオレンジラインと呼ばれており、1960～80年代にかけて「土佐」「高知」「萩」といった就航地と離れた地名が船名が与えられていた。

### 港への交通
公式サイトの「のりば・アクセス」に準拠。（2013年11月11日閲覧）
- 柳井港（フェリーターミナル） : 公共交通機関では、JR山陽本線 柳井港駅より徒歩4分。自動車では、玖珂インターチェンジから約30分、熊毛インターチェンジから約40分。
- 三津浜港（フェリーターミナル） : 公共交通機関では、伊予鉄道高浜線 三津駅より徒歩15分、または松山市駅から伊予鉄バス三津・吉田線で約40分。自動車では、松山市駅から約30分。

### 過去の航路
いずれも防予汽船時代に運航。
- 岩国港 - 伊保田港 - 三津浜港
- 柳井港 - 開作港
- 通津港 - 久賀港
- 伊保田港 - 宇品港
岩国 - 松山間の航路には、双方の都市に城趾があることから「城下町ライン」の愛称が与えられていたが、岩国松山高速（現・周防大島 松山フェリー）が2006年3月1日付で高速船運航を中止したのに伴い、同航路は廃止された。

## 船舶

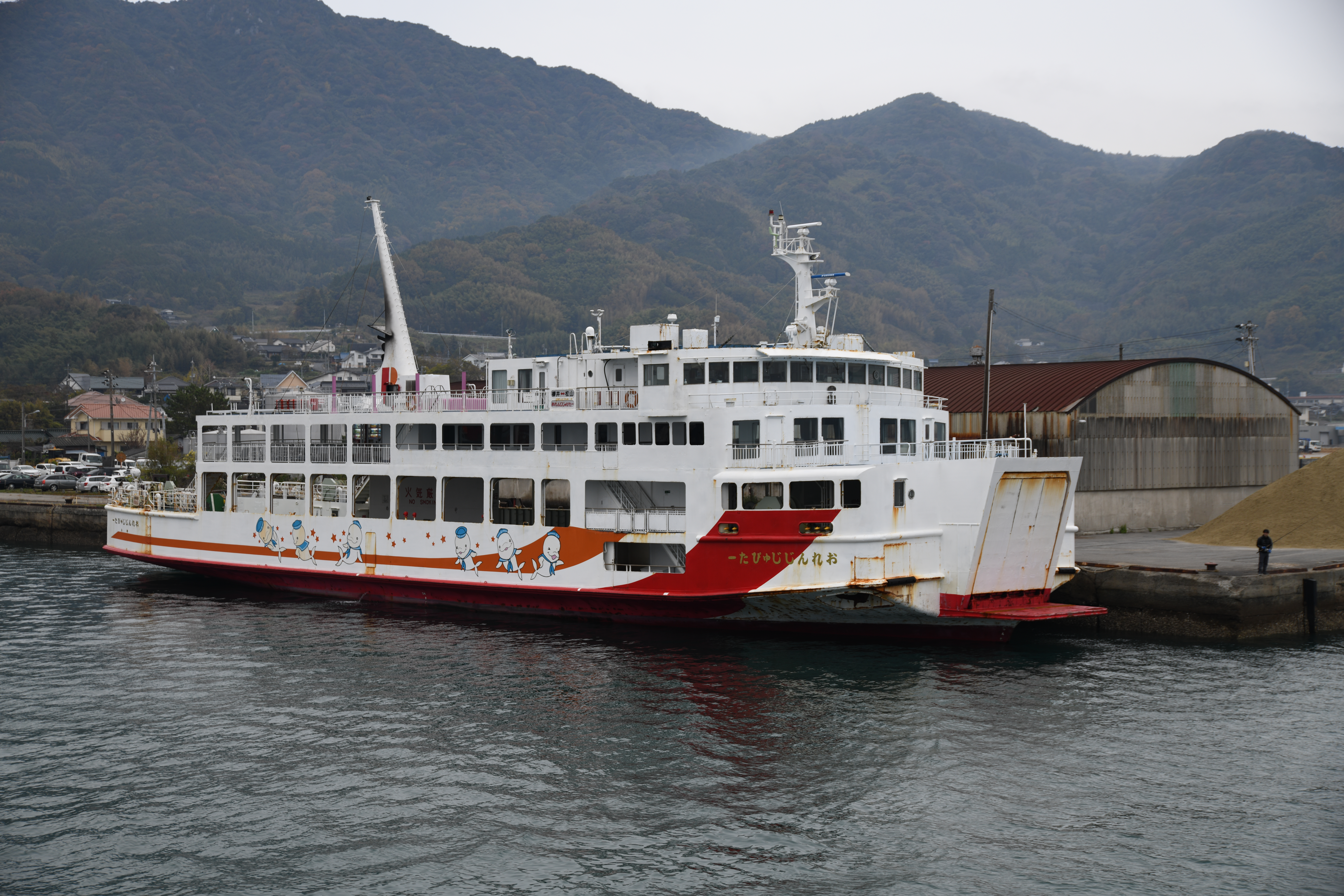
おれんじじゅぴたー
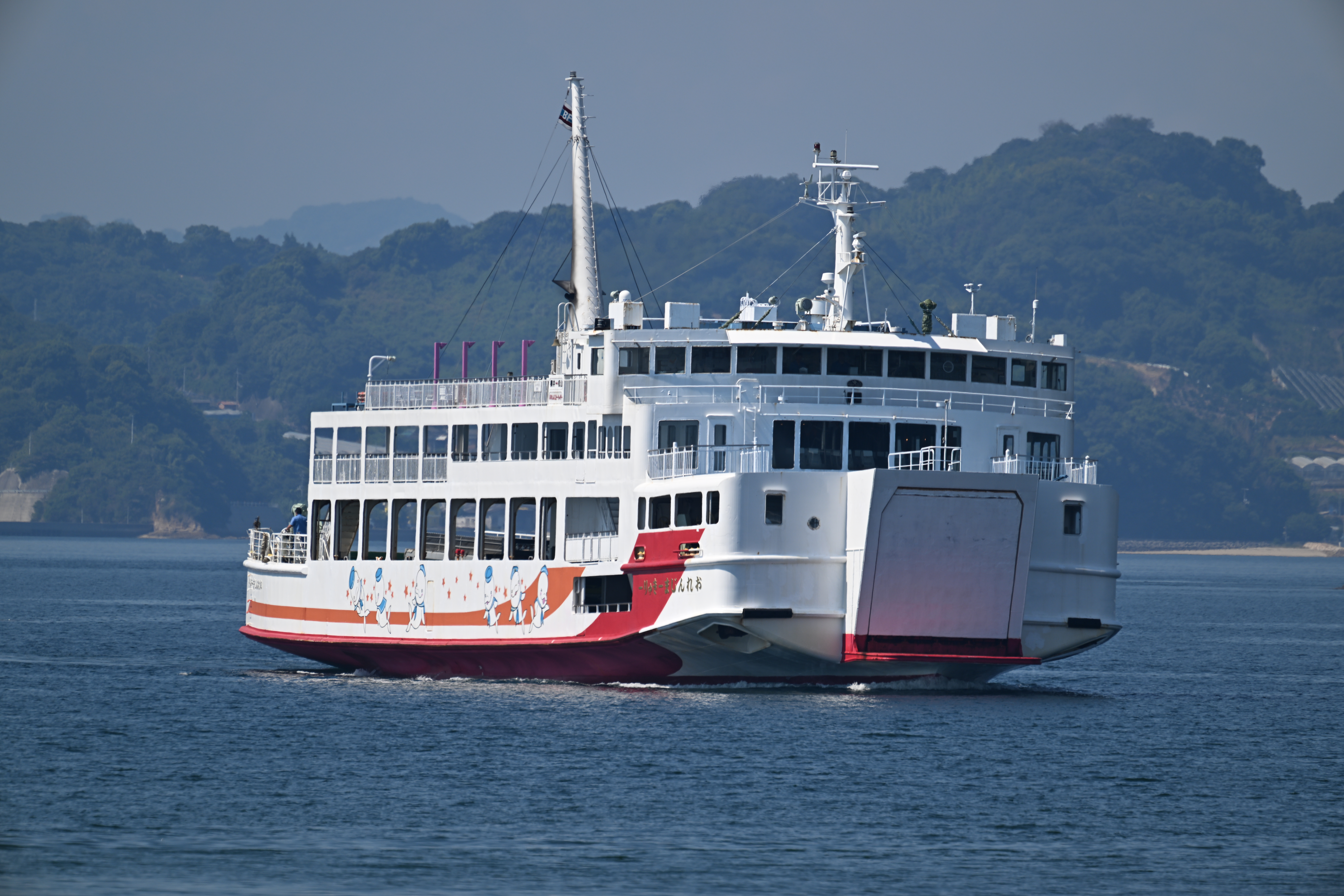
おれんじまーきゅりー
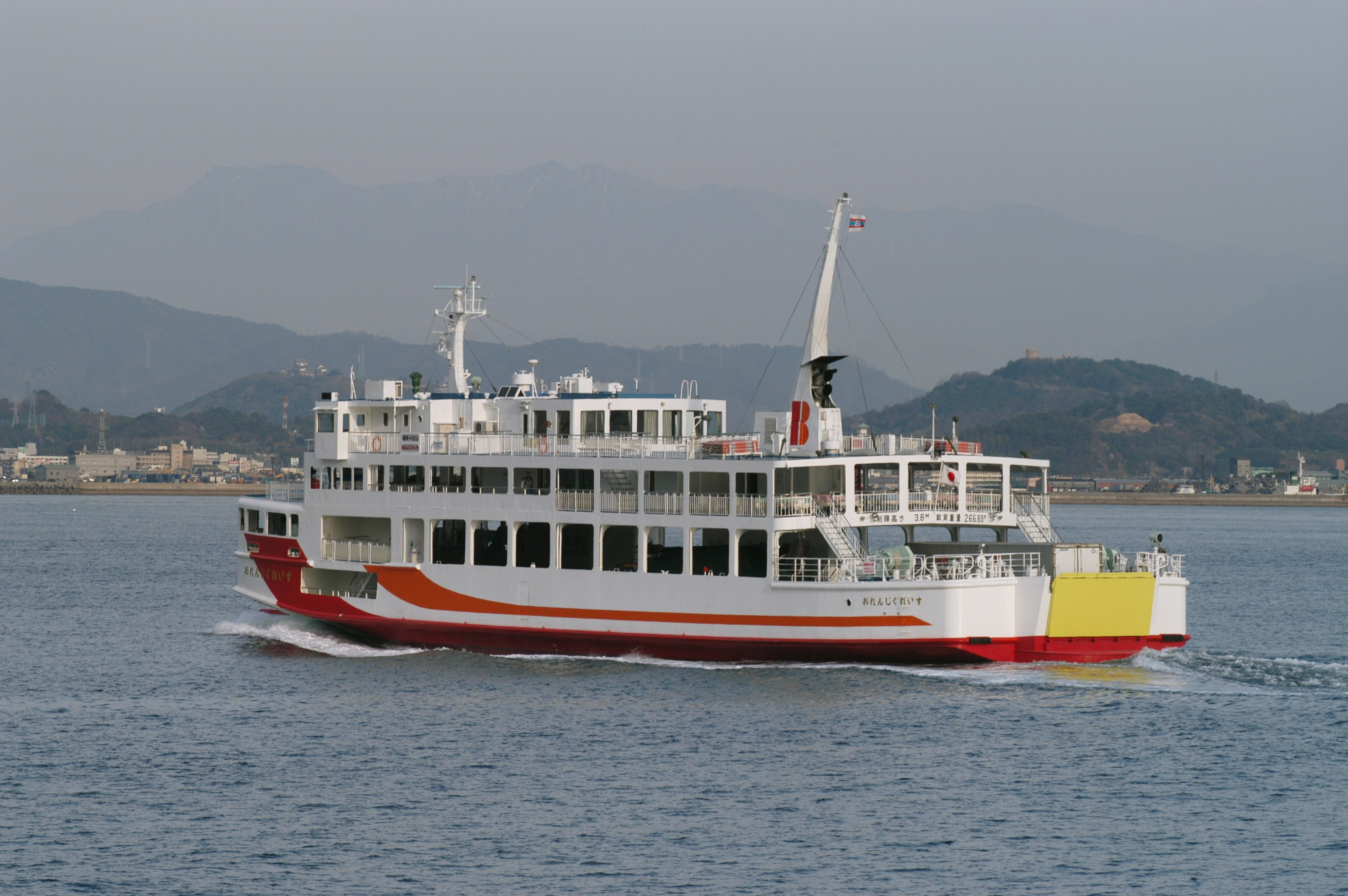
おれんじぐれいす

内海造船田熊工場建造、1992年3月竣工、3月16日就航。
695総トン、264重量トン、全長61.35m、幅14.02m。
船客定員280名、大型トラックまたは大型バス9台
- おれんじまーきゅりー

内海造船田熊工場建造、1992年11月竣工、12月6日就航。
696総トン、261重量トン、全長61.35m、幅14.02m。
船客定員280名、大型トラックまたは大型バス9台
- おれんじぐれいす

内海造船田熊工場建造、1996年2月29日竣工、3月6日就航。
694総トン、267重量トン、全長61.3m、幅14.0m、深さ3.8m、満載喫水2.8m、ダイハツ6DLM-26(L)2基2軸、3,400馬力、最高速力17.1ノット、航海速力15.5ノット
船客定員300名、大型トラックまたは大型バス9台
おれんじぷりんせす型7番船。本船の就航により「おれんじほーぷ」は予備船となった。

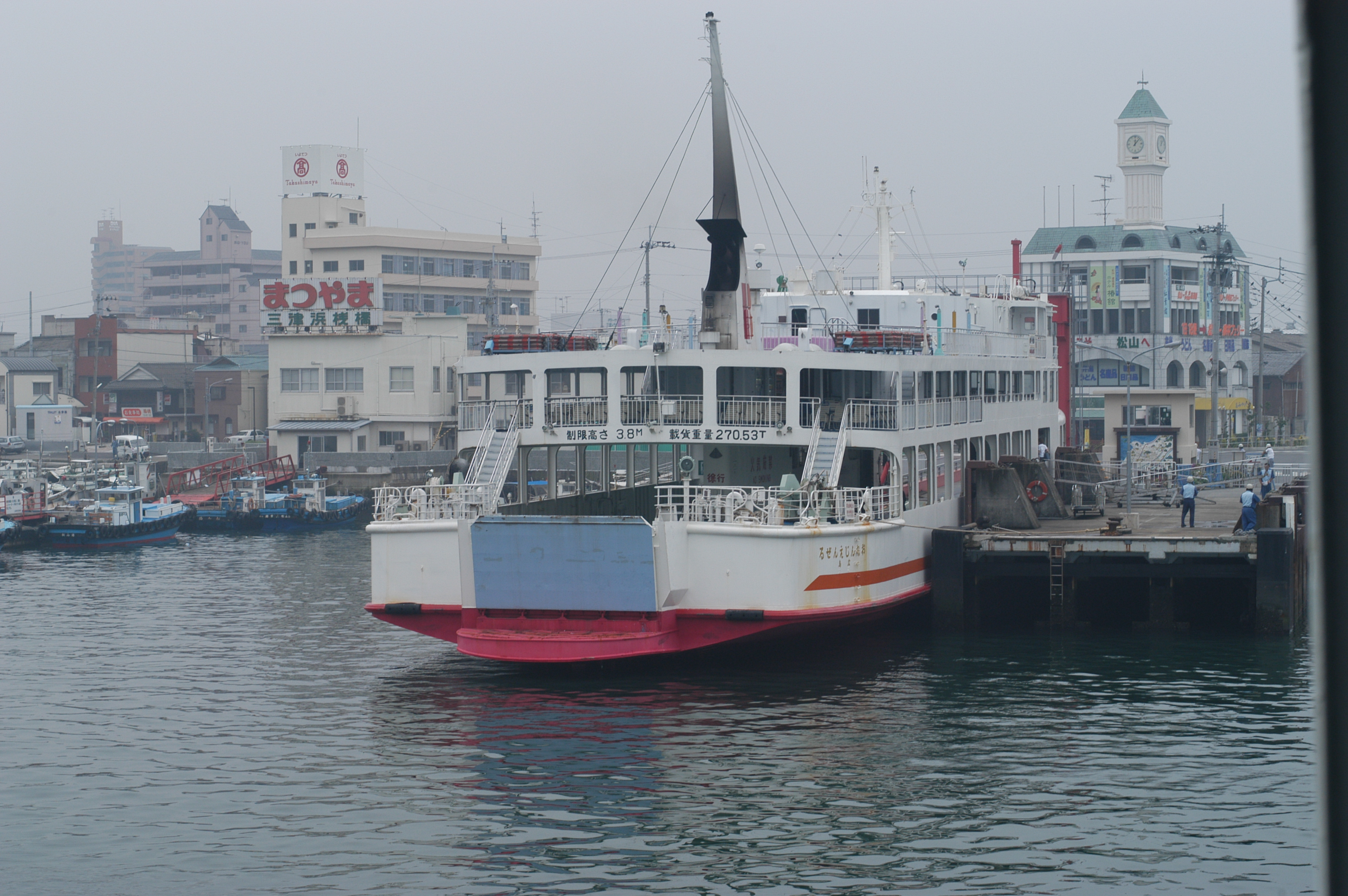
おれんじじゅぴたー
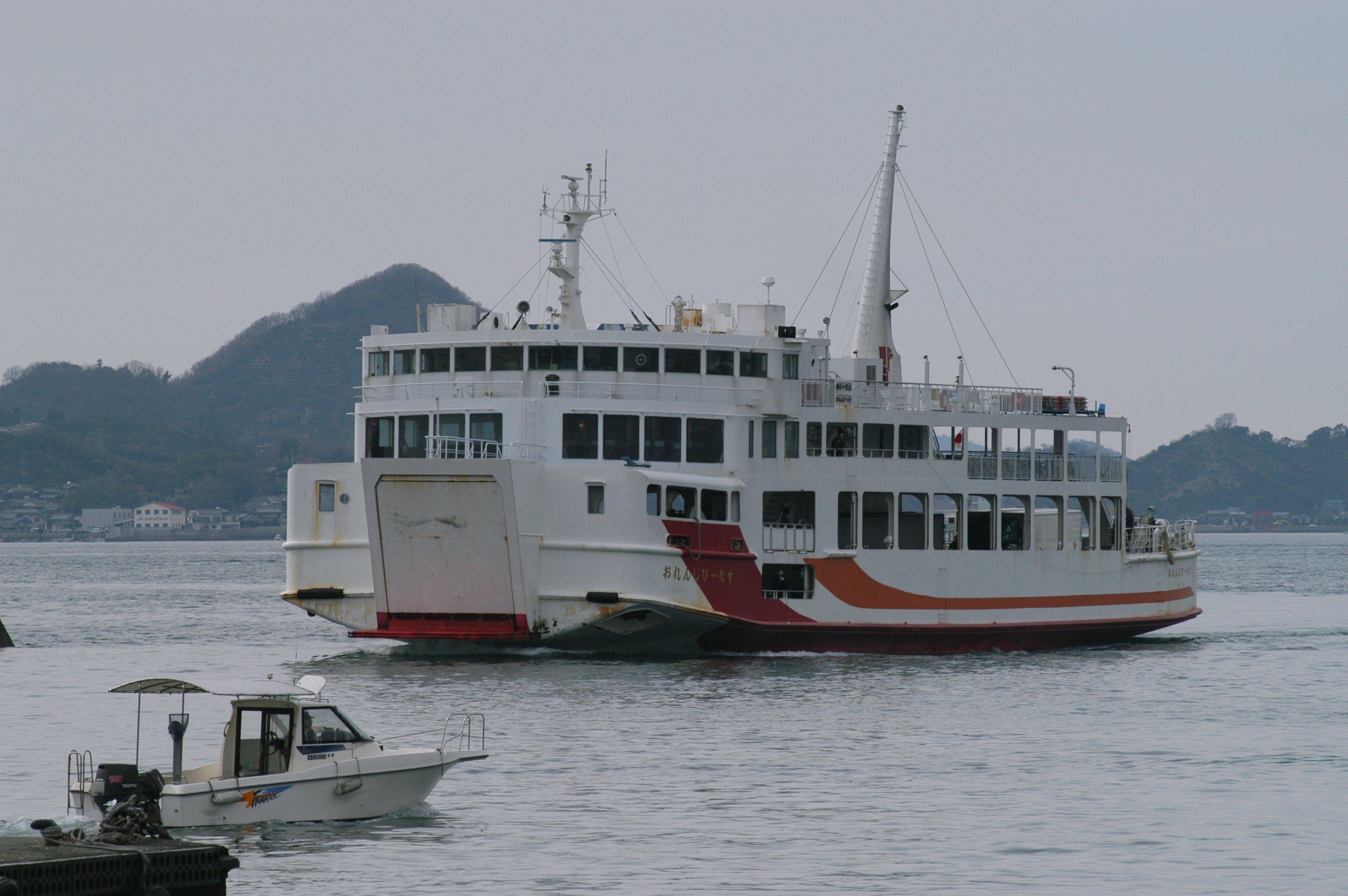
おれんじまーきゅりー
- おれんじぐれいす

### 過去の船舶（フェリー・本四航路）
- 防予[14]

神田造船所建造、1965年6月竣工、1965年7月就航、1969年改造
464.88総トン、全長43.5m、型幅11.39m、型深さ3.60m、ディーゼル2基2軸、1,860ps、航海速力13.0ノット
船客定員251名、大型トラック6台または乗用車30台
- 周防[14]

中村造船鉄工建造、1966年9月竣工
494.02総トン、全長43.50m、型幅11.38m、型深さ3.60m、ディーゼル2基2軸、1,860ps、航海速力13.0ノット
船客定員296名、大型トラック6台または乗用車30台
- 長州[14]

中村造船鉄工建造、1967年3月竣工・就航、1978年改造
486.10総トン、全長43.50m、型幅11.38m、型深さ3.60m、ディーゼル2基2軸、1,860ps、航海速力13.0ノット
船客定員296名、大型トラック6台または乗用車30台
- 土佐[15]

中村造船鉄工所建造、1968年6月竣工
480.05総トン、登録長40.51m、型幅11.37m、型深さ3.60m、ディーゼル2基、1,700ps、航海速力13.0ノット
船客定員316名、大型バス8台または乗用車40台
- 柳井[16]

中村造船鉄工建造、1969年6月竣工、同年7月25日就航、1978年改造
644.82総トン、全長49.00m、型幅12.15m、型深さ3.70m、ディーゼル2基2軸、2,000ps、航海速力13.0ノット
船客定員350名、大型トラック8台または乗用車38台。おれんじびーなすの就航により引退。
- 松山[16]

中村造船鉄工建造、1970年6月竣工、同年8月1日就航
638.98総トン、全長45.51m、型幅12.15m、型深さ3.70m、ディーゼル2基2軸、2,000ps、航海速力13.0ノット
船客定員350名、大型トラック8台または乗用車38台
- 高知[16]

中村造船鉄工建造、1971年5月竣工、同年8月11日就航
653.15総トン、全長50.20m、型幅11.00m、型深さ3.80m、ディーゼル2基2軸、2,000ps、航海速力13.0ノット
船客定員350名、大型トラック8台または乗用車38台
- 萩[16]

中村造船鉄工建造、1972年6月竣工、同年8月1日就航
683.66総トン、全長48.70m、型幅11.00m、型深さ3.80m、ディーゼル2基2軸、2,000ps、航海速力13.0ノット
船客定員350名、大型トラック8台または乗用車38台
- おれんじ[16]

中村造船鉄工建造、1973年4月15日就航
977.65総トン、全長66.58m、型幅12.00m、型深さ4.50m、ディーゼル2基2軸、4,000ps、航海速力15.8ノット
船客定員420名、大型トラック16台または乗用車55台
以下4隻の同型船は「1000トン型」と呼称された、バウバイザー付きの大型船。
- おれんじえーす[16]

中村造船鉄工建造、1974年3月竣工
981.25総トン、全長67.18m、型幅12.00m、型深さ4.50m、ディーゼル2基2軸、4,000ps、航海速力15.8ノット
船客定員420名、大型トラック16台または乗用車55台
1998年福山多度津フェリーに売船。
- おれんじすたー[16]

中村造船鉄工建造、1975年4月8日就航
997.32総トン、全長67.18m、型幅12.00m、型深さ4.50m、ディーゼル2基2軸、4,000ps、航海速力15.8ノット
船客定員370名、大型トラック16台または乗用車55台
- おれんじほーぷ[16]

中村造船鉄工建造、1982年10月1日就航。船舶整備公団との共有船
974.36総トン、全長67.18m、型幅12.00m、型深さ4.50m、ディーゼル2基2軸、4,000ps、航海速力15.3ノット
船客定員420名、大型トラック16台または乗用車55台
- ぶるーまーりん[16]

中村造船鉄工所建造、1984年4月5日就航
397.00総トン、全長41.02m、型幅9.6m、型深さ3.4m、ディーゼル2基2軸、1,800ps、航海速力13.00ノット
船客定員130名、8tトラック9台
岩国 - 伊保田 - 松山航路に就航、1988年航路廃止により売船。
- ほわいとまーりん[16]

中村造船鉄工所建造、1984年4月27日就航
397.00総トン、全長41.02m、型幅9.6m、型深さ3.4m、ディーゼル2基2軸、1,800ps、航海速力13.00ノット
船客定員130名、8tトラック9台
岩国 - 伊保田 - 松山航路に就航、1988年航路廃止により売船。
- おれんじぷりんせす[18]

中村造船鉄工所建造、1987年3月24日竣工
690総トン、全長60.77m、型幅14.00m、型深さ3.30m、ディーゼル2基2軸、3,000ps、航海速力15.0ノット
船客定員300名、大型トラックまたは大型バス5台、乗用車6台
おれんじぷりんせす型1番船。2000年に福山・多度津フェリーが用船(のち買船)、2008年にフィリピンに売船された。
- おれんじくいーん[18]

内海造船建造、1989年3月竣工
697総トン、全長61.35m、型幅12.60m、型深さ3.24m、ディーゼル2基2軸、3,000ps、航海速力15.0ノット
船客定員250名
1999年、福山多度津フェリーに売船、「くぃーん」に改名。
- おれんじえんぜる[18]

内海造船瀬戸田工場建造、1990年4月竣工
698総トン、全長61.35m、型幅12.60m、型深さ3.24m、ディーゼル2基2軸、3,400ps、航海速力15.5ノット
船客定員250名、大型バス9台
- おれんじびーなす[20]

内海造船瀬戸田工場建造、1990年11月27日竣工、12月1日就航。
698総トン、全長61.4m、幅14.0m、深さ3.8m、満載喫水2.8m、ダイハツ6DLM-26(L)2基2軸、3,400馬力、最高速力17.2ノット、航海速力15.5ノット
船客定員250名、大型トラックまたは大型バス9台
おれんじぷりんせす型4番船。
- おれんじえんぜる
- おれんじびーなす

### 過去の船舶（フェリー・周防大島航路）
- やしろ[21]

中村造船鉄工所建造、1964年3月23日竣工
130.79総トン、全長28.70m、型幅7.00m、型深さ2.70m、ディーゼル1基、200ps、航海速力9ノット
旅客定員158名、大型バス2台・乗用車2台
引退後、小冨士汽船に売船。
- ときわ[22]

中村造船鉄工所建造、1965年10月竣工
139.48総トン、全長27.76m、型幅7.00m、型深さ2.70m、ディーゼル1基、200ps、航海速力8.5ノット
旅客定員150名、バス2台・乗用車6台
- おおしま[23][14]

須波造船建造、1966年8月竣工、芸備商船所有
136.33総トン、全長27.50m、型幅7.00m、型深さ2.70m、ディーゼル1基、200ps、航海速力8ノット
引退後、金輪船渠に売船。
- やしま[23][14]

須波造船建造、1967年6月竣工
138.55総トン、全長28.00m、型幅7.00m、型深さ2.70m、ディーゼル1基、200ps、航海速力9ノット
引退後売船され、生名村「いきな」に改名。
- かいさく[14]

備南船舶工業建造、1968年9月竣工
引退後、山陽商船に売船、「第十一さんよう」に改名。
- 第二おおしま[14]

備南船舶工業建造、1969年6月竣工
引退後、山陽商船に売船、「第十二さんよう」に改名。
- 第三おおしま[14]

備南船舶工業建造、1969年12月竣工
引退後、土生商船に売船、「第七かんおん」に改名。
- 第五おおしま[14]

備南船舶工業建造、1970年5月竣工
引退後、大崎汽船に売船、「おおさき」に改名。
- 第六おおしま[14]

備南船舶工業建造、1971年5月竣工
引退後、土生商船に売船、「第八かんおん」に改名。
- 第七おおしま[14]

備南船舶工業建造、1970年12月竣工
引退後、芸備商船に売船、「第七がんね」に改名。
- 第八おおしま[17]

備南船舶工業建造、1972年5月竣工
327.88総トン、全長40m、幅9.5m、深さ3.1m、ディーゼル2基2軸、1,000ps、航海速力12ノット
船客定員246名、トラック10台
引退後、芸備商船に売船、「第八がんね」に改名。
- 第十おおしま[17]

備南船舶工業建造、1972年10月竣工
330.52総トン、全長40m、幅9.5m、深さ3.1m、ディーゼル2基2軸、1,000ps、航海速力11.5ノット
船客定員256名、トラック10台
引退後、山陽商船に売船、「第十さんよう」に改名。
- 第十一おおしま[17]

備南船舶工業建造、1973年8月竣工
328.12総トン、全長40m、幅9.5m、深さ3.4m、ディーゼル2基2軸、1,000ps、航海速力11ノット
船客定員256名、トラック10台
引退後、芸備商船に売船、「第十一がんね」に改名。

### 過去の船舶（高速船）
- しぶき1号[24]

1965年6月進水、水中翼船
61.68総トン、ディーゼル1基、機関出力1,350ps、航海速力32ノット、旅客定員66名
- しぶき2号[25]

1969年7月10日竣工、日立造船神奈川工場建造。水中翼船PT-20
62.95総トン、全長20.75m、幅4.80m(水中翼を含む幅7.50m)、ディーゼル1基、1,350ps、航海速力60～65km/h、旅客定員70名
1988年、宮古フェリーに売船。
- しぶき3号[16]

1973年10月竣工、日立造船神奈川工場建造。水中翼船PT-50
129.98総トン、全長27.54m、幅5.84m、深さ3.56m、2,200ps、航海速力32.0ノット、旅客定員123名
1988年、宮古フェリーに売船。
- すいせい

1972年竣工、三保造船所建造。1976年、航路廃止により引退。
- すいせい2号

1972年竣工、 三保造船所建造。1976年、航路廃止により引退。
- すいせい3号

1975年竣工、三保造船所建造。1976年、航路廃止により引退、山陽商船へ売却。

### 過去の船舶（旅客船）
- 古川丸[27]

藤井一建造、1936年6月竣工、木造船
36.53総トン、登録長19.75m、幅3.85m、深さ1.50m、焼玉機関、85ps、航海速力7.5ノット、旅客定員90名
- 余崎丸[27]

福山造船所建造、1950年7月竣工、木造船
49.27総トン、登録長22.71m、幅3.92m、深さ1.58m、焼玉機関、140ps、航海速力9.5ノット、旅客定員106名
- くるしま[27]

深江造船所建造、1950年8月竣工、木造船
97.56総トン、登録長25.30m、幅5.12m、深さ2.13m、焼玉機関、200ps、航海速力10.5ノット、旅客定員148名
- にしき[23]

1956年12月進水
164.11総トン、ディーゼル1基、420ps、航海速力11ノット、旅客定員199名
- まなづる[28]

土佐造船鉄工所建造、1961年4月6日竣工、国内旅客船公団共有
190.26総トン、全長32.400m、型幅6.200m、型深さ2.800m、ディーゼル1基、450ps、航海速力11.76ノット、旅客定員376名
引退後、西海沿岸商船に売船。
- あきよし[30]

宇品造船所建造、1962年3月31日竣工、特定船舶整備公団共有
195.82総トン、全長32.29m、型幅6.20m、型深さ2.80m、ディーゼル1基、495ps、航海速力11.5ノット、旅客定員357名(1.5時間未満)
引退後、三友汽船に売船、「第三和加丸」に改名。
- はつかり[23]

1962年3月進水、木造船
32.66総トン、ディーゼル1基、90ps、航海速力10ノット、旅客定員141名
- せきれい[27]

武田造船建造、1963年3月竣工
36.09総トン、登録長18.51m、幅4.29m、深さ1.61m、ディーゼル1基、90ps、最大速力10ノット、旅客定員180名
- はしら[23]

1966年3月進水、木造船
26.54総トン、ディーゼル1基、75ps、航海速力9ノット、旅客定員72名